# Carl Rogers
Carl Ransom Rogers, född 8 januari 1902 i Oak Park, Illinois, död 4 februari 1987 i San Diego, Kalifornien, var en framstående amerikansk psykolog och en av grundarna till den humanistiska psykologin, även kallad "The third force". 

## Biografi
Rogers är vida ansedd som en av dem som lade grunden för psykoterapeutisk forskning. Han hedrades för sina pionjärinsatser med the Award for Distinguished Scientific Contributions av the American Psychological Association APA år 1956.
År 1944 erbjöds han en professur vid Chicagouniversitet där han fick i uppdrag att utveckla ett Counseling Center. Här utvecklade Rogers sin icke-direktiva rådgivning, sedermera klientcentrerad psykoterapi och senare kallad personcentrerad terapi eller personcentrerad psykologisk rådgivning. Personcentrerad psykoterapi är idag inte så vanlig i USA längre, men däremot i Storbritannien, Sydamerika och Asien. Carl Rogers har skrivit sammanlagt 16 böcker och ett flertal artiklar som beskriver hans teorier. En av hans mest uppskattade böcker är Frihet att lära, Freedom to learn (1969), på engelska. Den tyske psykoanalytikern Otto Ranks existentialistiska version av psykoanalysen kom att betyda mycket för utvecklandet av Rogers teorier.
Rogers förespråkade tanken att människan föds med positiva, sociala möjligheter och med en grundläggande strävan att förverkliga dessa möjligheter. I takt med att barnet utvecklas får det en självbild som i huvudsak bestäms av hur det blir bemött av sina föräldrar.
Carl Rogers ville inte arbeta så att klienten låg på en soffa under terapin utan ändrade detta till ett terapeutiskt samtal ansikte mot ansikte. Han menade också att självacceptans var nödvändig för att kunna uppnå självförverkligande. Rogers satte upp de tre kriterier han ansåg vara nödvändiga för att en terapeut-klient-relation ska fungera; äkthet, acceptans och förståelse. Ju mer äkta en terapeut kan vara under en terapisession med en klient desto mer gensvar ger klienten. Ju mer terapeuten accepterar och känner för klienten, desto starkare blir den terapeutiska relationen. Han ansåg att acceptansen innebar att vara fri från en dömande hållning. Något som är nödvändigt för att en människa ska växa och förändras genom terapi. Han slog också fast att det var nödvändigt för terapeuten att försöka förstå klientens känslor. Rogers ansåg för övrigt att om en individ ska må bra, så krävs en god självuppfattning.

## Personcentrerad terapi
Det första empiriska beviset på den personcentrerade inriktningens effektivitet publicerades 1941 vid Ohio State University av Elias Porter, som använde bandupptagningar av terapeutiska sessioner mellan Carl Rogers och hans klienter. Porter använde Rogers' upptagningar och skapade genom dessa ett system att mäta graden av styrning respektive icke-styrning rådgivarna utvecklade.  Attityden och inriktningen hos rådgivaren visade sig vara bidragande i de beslut klienten tog.

## Nitton satser
Rogers teori(som den formulerades 1951) baserades på 19 satser:
1. Alla individer (organismer) existerar i en kontinuerligt föränderlig värld av upplevelser i vilken de själva är i centrum.
2. Organismen reagerar inom det område som det upplever och uppfattar. Detta uppfattade område är verkligheten för individen.
3. Organismen reagerar som en organiserad helhet på detta fenomenologiska område.
4. En del av hela det uppfattade området kommer gradvis att bli differentierad som självet.
5. Som ett resultat av interaktionen med omgivningen, och särskilt som ett resultat av utvärderande interaktion med andra, formas strukturen hos självet- en organiserad, flytande men konsekvent begreppsmässigt mönster av perceptioner av karaktäristik och relationer till "jaget" eller "miget", tillsammans med värden kopplade till dessa koncept.
6. Organismen har en grundläggande tendens och strävan - att aktualisera, behålla och förstärka den upplevande organismen.
7. Den bästa utgångspunkten för att förstå ett beteende är individens egen inre referensram.
8. Beteende är i grunden ett målinriktat försök från organismen att tillfredsställa dess behov så som det upplevs, inom det område som uppfattas.
9. Känslor ledsagar, och vanligtvis underlättar, sådant målinriktat beteende, den sortens känsla som relateras till det uppfattade signifikansen av beteenden att behålla och förstärka organismen.
10. De värden som kopplas till upplevelse, och de värden som är en del av själv-strukturen, i vissa fall, är värden upplevda direkt av organismen, och i vissa instanser är värden införlivade eller övertagna från andra, men uppfattas på ett förvrängt sätt, som om de hade blivit upplevda direkt.
11. Upplevelser som sker i individens liv, är antingen, a) symboliserade, upplevda och organiserade i någon relation till självet, b) ignorerade på grund av att det finns ingen upplevd relation till själv-strukturen, c) förnekad symbolisering eller fått förvrängd symbolisering på grund av att erfarenheten är inkonsistent med själv-strukturen.
12. De flesta beteenden som är införlivade i organismen är de som är konsistenta med själv-konceptet.
13. I vissa fall kan beteenden utlösas av upplevelser och behov som inte har blivit symboliserade. Sådant beteende kan vara inkonsistent med själv-strukturen och i sådana fall "ägs" de inte av individen.
14. Psykologisk justering existerar när själv-konceptet är sådant att organismens yttre och inre upplevelser, är eller kan bli, assimilerad till en symbolisk nivå till en konsistent relation med själv-konceptet.
15. Psykologisk missanpassning existerar när organismen förnekar medvetenhet av signifikanta yttre eller inre upplevelser, vilka heller inte konsekvent nog, är symboliserade och organiserade i själv-strukturens gestalt. När denna situation uppstår, finns det en grundläggande eller potentiell spänning.
16. Varje upplevelse som är inkonsistent med själv-strukturens organisering, kan upplevas som ett hot, och ju fler dessa upplevelser är, desto mer stelt organiserar själv-strukturen sig själv, för att bevara sig själv.
17. Under vissa förutsättningar kan upplevelser som är inkonsistenta med själv-strukturen upplevas och undersökas, och själv-strukturen kan revidera sig till att assimilera och inkludera sådana erfarenheter. Förutsättningen involverar en grundläggande och fullständigt frånvaro av hot mot själv-strukturen.
18. När individen upplever och accepterar i ett konsistent och integrerat system alla hans eller hennes yttre och inre upplevelser, då är han eller hon nödvändigtvis mer förstående mot andra och är mer accepterande av andra som separata individer.
19. Alltmedan individen upplever och accepterar i sin själv-struktur, mer av sina erfarenheter, finner denne att han eller hon omvärderar sitt förhanden-varande värdesystem - baserat uttryckligen på introjektioner som har blivit missanpassat symboliserat - med en kontinuerlig organisk värderingsprocess.